# Behördenfinder Deutschland
Mit dem Behördenfinder Deutschland (BFD) erhalten Bürger und Unternehmen im Internet über eine einheitliche Internetplattform Auskünfte über Leistungen der öffentlichen Verwaltung.
Der Behördenfinder wird am 30. April 2024 abgeschaltet und durch die Anwendung servicesuche.bund.de ersetzt.

## Hintergrund und Konzept
Der BFD wurde im Rahmen des Deutschland-Online Vorhabens „Verbund Internetportale / Zuständigkeitsfinder“ konzipiert und entwickelt. Seit Ende 2008 wird die E-Government-Anwendung von der Geschäfts- und Koordinierungsstelle BFD (GK BFD) beim Ministerium der Finanzen des Landes Sachsen-Anhalt gesteuert sowie administrativ und organisatorisch betreut.
Als zentrales Vermittlungsportal ist der BFD mit fast allen lokalen Behördenfindern (Zuständigkeitsfinder der Länder) vernetzt. Über ein eigens entwickeltes Suchsystem kann der Nutzer Auskünfte zu seinem Verwaltungsanliegen in Form von Informations-, Kommunikations- und Interaktionsangeboten (Leistungsangebote) der jeweiligen zuständigen Stelle finden. Öffnungszeiten- und Gebührenangaben, Downloads von erforderlichen Unterlagen, Kontaktdaten bzw. -formulare von entsprechenden Behörden und Ämter, diverse Serviceabwicklungen, besondere Hinweise und/oder reine Informationen über Themen wie Eheschließung, Kinderbetreuung, Einbürgerung etc. werden vermittelt. Dabei brauchen Bürger und Unternehmen die föderalen Verwaltungshierarchien nicht kennen.  Es reicht aus, wenn diese ihren Wohnort und das gewünschte Anliegen angeben.

## Funktion und Entwicklungsstand
Nachdem der Nutzer einen Suchbegriff – beispielsweise Änderung Personalausweis – eingegeben und einen Ort ausgewählt hat, wird er auf die gesuchte Leistung im zuständigen, lokalen Behördenfinder verwiesen.  Der in das System integrierte Leistungskatalog der Öffentlichen Verwaltung LeiKa unterstützt die Suche anhand eines A-Z-Verzeichnisses zur schnellen Auffindung von Verwaltungsleistungen dient. Der BFD stellt dabei selbst keine Inhalte zur Verfügung. Die Pflege des Contents wird von den Redakteuren der angebundenen lokalen Zuständigkeitsfinder geleistet. Somit werden auch lokal begrenzte Regelungen und Sachverhalte in der Suche berücksichtigt.
Der BFD ist in diesem Kontext strukturell mit der Behördenrufnummer 115 verwandt. Beide Anwendungen nutzen Inhalte lokaler Behördenfinder und Verwaltungsportale. Dem Bürger obliegt somit die Wahl des Informationsmediums.
Folgende Behördenfinder sind an den BFD angebunden:
- service-bw des Landes Baden-Württemberg
- Service-Portal des Landes Berlin
- Zuständigkeitsfinder des Landes Brandenburg
- Bayerischer Behördenwegweiser
- Behördenfinder des Landes Hamburg
- BürgerBeratungsSystem der Landeshauptstadt Hannover
- Hessen-Finder des Landes Hessen
- Verwaltungswegweiser des Landes Mecklenburg-Vorpommern
- Bürger- und Unternehmensservice des Landes Niedersachsen
- Bürger- und Unternehmensservice des Landes Rheinland-Pfalz
- Amt24 des Landes Sachsen
- Bürger- und Unternehmensservice des Landes Sachsen-Anhalt
- Zuständigkeitsfinder des Landes Schleswig-Holstein
- Zuständigkeitsfinder des Landes Thüringen
- Portal bund.de der Behörden und Institutionen des Bundes
- Behördenwegweiser auf Bürgerdienste-Saar

Zusätzlich nutzt die Behördenrufnummer 115 den Behördenfinder Deutschland als Fall-Back-Suchmaschine.
Die Behördenfinder der Bundesländer Nordrhein-Westfalen und Bremen sind bislang noch nicht mit dem BFD verbunden.

## Ziele
Bürger und Unternehmen sollen sich mit Hilfe des BFD optimal auf Behördengänge vorbereiten, innerhalb kurzer Zeit den richtigen Ansprechpartner finden und unnötige Behördenbesuche vermeiden können. Das Primärziel des  BFD ist daher die bundesweit flächendeckende Anbindung aller lokalen Behördenfinder. 

Das Sekundärziel beinhaltet die Systematisierung des  öffentlichen Leistungsangebots im Internet. Mehr als 2.000 Städte, zirka 11.000 Gemeinden und über 20.000 Behörden verfügen über eigene Portale, auf denen Leistungen beschrieben werden. Die wesentlichen Verwaltungsleistungen sollen umfassend und einfach über eine zentrale Adresse erreichbar werden.